# Deutsche Unihockey-Kleinfeldmeisterschaft 2008 (Frauen)
Die deutsche Unihockey-Kleinfeldmeisterschaft der Frauen 2008 wurde am 24. und 25. Mai 2008 in Butzbach (Hessen) ausgespielt. Acht Mannschaften hatten sich zuvor für die Finalrunde qualifiziert und spielten in zunächst zwei Vorrundengruppen um den Einzug in das Halbfinale. Im Finale gewann das SAHGA Team Halle mit 15:6 gegen Floorball Butzbach.

## Vorrunde

### Gruppe A
| Verein                   | Sp | S | U | N | +  | -  | Pkt |
| ------------------------ | -- | - | - | - | -- | -- | --- |
| SAHGA Team Halle         | 3  | 3 | 0 | 0 | 23 | 6  | 6   |
| SV Floorball Butzbach 04 | 3  | 1 | 1 | 1 | 16 | 14 | 3   |
| TUS Vahrenwald 08        | 3  | 1 | 1 | 1 | 11 | 16 | 3   |
| Floor Fighters Chemnitz  | 3  | 0 | 0 | 3 | 6  | 20 | 0   |

| SV Floorball Butzbach 04 | 6 | – | 6 | TUS Vahrenwald 08 | 24. Mai 2008 | 09:00 Uhr |

| SAHGA Team Halle | 9 | – | 2 | Floor Fighters Chemnitz | 24. Mai 2008 | 11:00 Uhr |

| Floor Fighters Chemnitz | 3 | – | 9 | SV Floorball Butzbach 04 | 24. Mai 2008 | 13:00 Uhr |

| SAHGA Team Halle | 9 | – | 3 | TUS Vahrenwald 08 | 24. Mai 2008 | 15:00 Uhr |

| TUS Vahrenwald 08 | 2 | – | 1 | Floor Fighters Chemnitz | 24. Mai 2008 | 17:00 Uhr |

| SV Floorball Butzbach 04 | 1 | – | 5 | SAHGA Team Halle | 24. Mai 2008 | 19:00 Uhr |

### Gruppe B
| Verein                    | Sp | S | U | N | +  | -  | Pkt |
| ------------------------- | -- | - | - | - | -- | -- | --- |
| Wyker TB                  | 3  | 3 | 0 | 0 | 21 | 9  | 6   |
| SG Hamburg/Bokelholm      | 3  | 2 | 0 | 1 | 10 | 6  | 4   |
| Löwen Ladies Leipzig      | 3  | 1 | 0 | 2 | 11 | 14 | 2   |
| SG Stuttgart/Ludwigshafen | 3  | 0 | 0 | 3 | 6  | 19 | 0   |

| SG Stuttgart/Ludwigshafen | 4 | – | 3 | Löwen Ladies Leipzig | 24. Mai 2008 | 10:00 Uhr |

| Wyker TB | 2 | – | 3 | SG Hamburg/Bokelholm | 24. Mai 2008 | 12:00 Uhr |

| Löwen Ladies Leipzig | 5 | – | 8 | Wyker TB | 24. Mai 2008 | 14:00 Uhr |

| SG Hamburg/Bokelholm | 5 | – | 1 | SG Stuttgart/Ludwigshafen | 24. Mai 2008 | 16:00 Uhr |

| SG Hamburg/Bokelholm | 2 | – | 3 | Löwen Ladies Leipzig | 24. Mai 2008 | 18:00 Uhr |

| SG Stuttgart/Ludwigshafen | 1 | – | 11 | Wyker TB | 24. Mai 2008 | 20:00 Uhr |

## Platzierungsspiele Plätze 5–8

### Spiel um Platz 7
| Floor Fighters Chemnitz | 7 | – | 4 | SG Stuttgart/Ludwigshafen | 25. Mai 2008 | 11:00 Uhr |

### Spiel um Platz 5
| TUS Vahrenwald 08 | 2 | – | 1 | Löwen Ladies Leipzig | 25. Mai 2008 | 12:15 Uhr |

## Finalrunde

### Halbfinale
| SAHGA Team Halle | 15 | – | 2 | SG Hamburg/Bokelholm | 25. Mai 2008 | 08:30 Uhr |

| Wyker TB | 2 | – | 10 | SV Floorball Butzbach 04 | 25. Mai 2008 | 09:45 Uhr |

### Kleines Finale
| SG Hamburg/Bokelholm | 1 | – | 3 | Wyker TB | 25. Mai 2008 | 13:30 Uhr |

### Finale
| SAHGA Team Halle | 15 | – | 6 | SV Floorball Butzbach 04 | 25. Mai 2008 | 14:45 Uhr |

## Endplatzierungen
| Kleinfeldmeisterschaft 2008 (Frauen) | Kleinfeldmeisterschaft 2008 (Frauen) |
| ------------------------------------ | ------------------------------------ |
| Platz 1                              | SAHGA Team Halle                     |
| Platz 2                              | SV Floorball Butzbach 04             |
| Platz 3                              | Wyker TB                             |
| Platz 4                              | SG Hamburg/Bokelholm                 |
| Platz 5                              | TUS Vahrenwald 08                    |
| Platz 6                              | Löwen Ladies Leipzig                 |
| Platz 7                              | Floor Fighters Chemnitz              |
| Platz 8                              | SG Stuttgart/Ludwigshafen            |

## Scorerwertung
- Name (Verein) – Scorerpunkte (Tore/Vorlagen)

1. Doren Schubert (SAHGA Team Halle) – 26 (19/7)
2. Juliane Laws (SAHGA Team Halle) – 20 (10/10)
3. Manuela Spröwitz (Floorball Butzbach) – 19 (12/7)